# Karl Ulrichs
Karl Ulrichs, auch Carl Ulrichs (* 23. Juni 1863 in Hannover; † 30. Mai 1934 in Osnabrück) war ein deutscher Theaterschauspieler, -regisseur und Intendant.

## Leben
Ulrichs stammte aus einer alten hannoverschen Theaterfamilie, sein Vater Theodor war lange Zeit in Hannover Theaterdirektor. Karl Ulrichs widmete sich frühzeitig der Bühne und debütierte 1879 in Lübeck als „Schüler“ im „Faust“. 1880 ging er nach Neustrelitz, war 1881 erneut in Lübeck, 1882 in Düsseldorf, 1883 in Frankfurt an der Oder, 1885 in Basel und 1886 am Dresdner Residenztheater. Danach arbeitete er zwei Jahre am Stadttheater Posen, 1889 bis 1896 in Chemnitz und schließlich ab 1896 am Hoftheater in Oldenburg, wo er zunächst als Schauspieler, dann als Oberregisseur tätig war und 1899 zum Direktor der Hofbühne ernannt wurde. In den zehn Jahren seines Wirkens als künstlerischer Leiter unter dem Intendanten Alexander Joseph von Radetzky-Mikulicz „wurden viele provozierende Zeitautoren aufgeführt“.
1909 wurde Ulrichs zum Intendanten des Stadttheaters Osnabrück gewählt. Mit seiner Inszenierung von Shakespeares Julius Caesar wurde am 29. September 1909 der Neubau des Theaters am Domhof eröffnet.
Von 1910 bis 1917 war Ulrich auch Leiter des Stadttheaters Minden und bespielte mit dem Osnabrücker Ensemble die dortige Bühne.  
1925 trat Ulrichs aus gesundheitlichen Gründen in den Ruhestand. Er war Ehrenmitglied des Landestheaters Oldenburg und der Städtischen Bühnen Osnabrück und feierte 1929 sein 50-jähriges Bühnenjubiläum.